# Пролећна изложба УЛУС-а (2018)
Пролећна изложба УЛУС-а (2018), одржана у периоду од 5. до 23. априла 2018. године. Изложба је представљена у галеријском простору Удружења ликовних уметника Србије, односно у Уметничком павиљону "Цвијета Зузорић" у Београду. Уредница каталога и кустос изложбе била је Оливера Вукотић.

## Уметнички савет УЛУС-а
- Ђорђе Аралица
- Анђелка Бојовић
- Весна Милуновић
- Душан Микоњић
- Биљана Вуковић
- Весна Ристовски
- Драган Цветковић Цвеле

## Излагачи
1. Милица Антонијевић
2. Бошко Атанацковић
3. Маја Бабић Петровић
4. Ирена Бијелић Горењак
5. Драгана Бојић
6. Марија Бојовић
7. Габријела Булатовић
8. Јована Бралетић
9. Биљана Велиновић
10. Жељко Виторовић
11. Милош Вујић
12. Вида Вујчић Станисавац
13. Мила Гвардиол
14. Петар Гајић
15. Сузана Вучковић
16. Ненад Гајић
17. Сретко Дивљан
18. Марион Дедић
19. Санда Грлић
20. Јована Ђорђевић
21. Тамара Ждерић
22. Петар Ђорђевић
23. Предраг Ђукић
24. Јована Живчић Радовановић
25. Стано Зечевић
26. Ненад Зељић
27. Александар Илић
28. Борис Зечевић
29. Татјана Каравелић
30. Зоран Кричка
31. Јелена Крстић
32. Татјана Јанковић
33. Бранка Кузмановић
34. Радован Кузмановић
35. Шана Кулић
36. Зоран Круљ
37. Драгана Купрешанин
38. Александра Лазић Видаковић
39. Павле Максимовић
40. Гриша Масникоса
41. Предраг Фердо Микалачки
42. Здравко Милинковић
43. Љиљана Мартиновић
44. Биљана Миленковић
45. Јелена Милићевић
46. Милош Милићевић
47. Далибор Милојковић
48. Влада Милинковић
49. Давид Млађовић
50. Доминика Морариу
51. Душан Миљуш
52. Ненад Михаиловић
53. Петар Мошић
54. Тамара Новаковић Поповић
55. Милош Насковић
56. Душан Новаковић
57. Александра Поповић
58. Снежана Петровић
59. Милица Петровић
60. Милош Пешкир
61. Ивана Ива Прлинчевић
62. Никола Радосављевић
63. Ивана Радовановић
64. Нина Радоичић
65. Мина Ракиџић
66. Бранко Раковић
67. Владимир Ранковић
68. Љиљана Ранђић
69. Снежана Ранчић Пешић
70. Милан Станисављевић
71. Сања Сремац
72. Миодраг Ристић
73. Стефан Станчић
74. Милорад Степанов
75. Тијана Сташевић
76. Ивана Станисављевић Негић
77. Ранко Травањ
78. Добри Стојановић
79. Томислав Тодоровић
80. Сузана Стојадиновић
81. Тамара Черне Цветић
82. Аљоша Цвјетићанин
83. Тијана Фишић
84. Ивана Флегер
85. Драган Чолаковић
86. Милош Шарић
87. Јелена Шалинић Терзић
88. Соња Шурбатовић
89. Цвета Шебез